# Тамаркін Яків Давидович
Тамаркін Яків Давидович — (англ. Jacob David Tamarkin; 28 червня 1888, Чернігів — 18 листопада 1945, Вашингтон, США) — український математик.

## Біографія
Народився 28 червня 1889 року в Чернігові в сім'ї лікаря Давида Ільїча Тамаркіна і Софії Борисівни Красильщикової з родини заможного єврейського землевласника. Закінчив 2-гу гімназію Санкт-Петербургу, де навчався в одному класі з О. О. Фрідманом (разом з яким в 1906 році опублікував свою першу наукову статтю). Навчався на фізико-математичному факультеті Санкт-Петербурзького університету, після закінчення якого залишився для підготовки до професорського звання.
Викладав в Інституті інженерів шляхів сполучення, в електротехнічному і Політехнічному інститутах. В 1917 у захистив дисертацію.
В 1919 році одружився з Оленою Георгіївною Вейхард. В 1919–1920 роках — професор Пермського університету. Виконував також обов'язки декана фізико-математичного університету.
В 1920–1925 роках — завідувач кафедрою математики Петроградського політехнічного інституту. Навесні 1924 року Тамаркин був на 1-му Міжнародному конгресі з прикладної математики в Делфті, а в серпні 1924 року їздив разом з великою групою радянських математиків, в числі яких були Абрам Безикович і Яков Викторович, на Міжнародний конгрес математиків в Торонто (Канада).
Жив у США з 1925 року. Викладав в Дартмутському коледжі як запрошений професор. З 1927 року — професор Браунівського університету в штаті Род-Айленд. В 1942–1943 роках — віце-президент Американського математичного товариства. Член Американської академії мистецтв і наук. Створив свою наукову школу, підготував більше двох десятків докторів наук.

## Праці
- Курс аналізу (1914)
- Про деякі загальні задачі теорії звичайних диференціальних рівнянь і про розкладання довільної функції в ряди (1917)
- Курс вищої математики для інженерів і фізиків (1924, у співавторстві з Володимиром Смірновим)
- Переклад з французької (разом з Григорієм Фіхтенгольцем) першого тому Валле-Пуссена Курс аналізу нескінченно малих (1922)
- Partial differential equations / by J.D. Tamarkin (chapters I-III) and Willy Feller (chapters IV-VII) (1941)
- The problem of moments / by J.A. Shohat and J.D. Tamarkin (1943)